# Tomaso Filippi
Pour les articles homonymes, voir Filippi.
Tomaso Filippi (né le 26 mars 1852 Venise et mort dans la même ville le 21 janvier 1948) est un photographe italien de la première moitié du XXe siècle.

## Biographie
Tomaso Filippi, fils de Antonio Filippi et Angela Marangoni, est issu d'une famille originaire du val di Zoldo dans la Province de Belluno qui s'est installé à Venise à partir du milieu du XVIIIe siècle.  
Jeune, Tomaso participe au travail dans la typographie de son père qu'il a hérité de son grand-père et qui est spécialisée dans l'impression de textes sacrés grecques (Tipografia San Giorgio). Il développe sa propension pour les arts figuratifs qui le conduit à s'inscrire dès 1867 à l'académie des beaux-arts de Venise.
En 1870, il entre à l'atelier photographique de Carlo Naja, un de plus célèbre d'Europe, et en 1871, il termine ses études à l'académie.
La photographie est alors considérée comme la sœur mineure de la peinture et le passage est pour lui des plus naturels. Tomaso apprend rapidement le métier d'opérateur technique, il devient directeur de l'établissement, et le reste jusqu'en 1895.
En 1878, il se marie avec Angela Vorano. 
En 1882 lorsque Carlo Naja meurt, Filippi prononce l'oraison funèbre lors des obsèques. Il continue à entretenir des rapports avec les héritiers du photographe et à collaborer avec Ida Lessiak, la femme de Naja.
C'est à cette période qu'il réalise les œuvres les plus importantes de son activité. Parmi celles-ci un album pour de l'exposition international de l'art de 1887 (l'ancêtre de la biennale de Venise) et un ouvrage Calli, Canali ed Isole della Laguna publié par l'éditeur Ongania.
En 1893 Ida Lessiak meurt à son tour et les désaccords avec son mari Antonio de Zotto le conduise à abandonner définitivement l'atelier. Il ouvre alors son propre commerce d'abord place Saint-Marc, puis Piazzetta dei Leoncini en 1907 alors que le studio est dans le palazzo Berlendis.
En 1925 il ne s'occupe plus de l'atelier déléguant la direction de celui-ci à sa fille Ida qui l'administre jusque dans les années 1940.
Tomaso Filippi meurt à Venise le  21 janvier 1948.

## Les travaux et les sujets
En plus du traditionnel « védutisme » destiné à l'important public touristique, aux commerces et aux éditeurs de cartes postales, Filippi  mène une intense activité de reproduction des œuvres d'art des musées et des galeries - le Museo Correr, la galerie de l'académie de Venise, les églises et palais - qui le rend célèbre pour son expertise technique et son style au point que certains artistes et chercheurs s'adressent à lui comme Gustavo Ludwig, Pompeo Gherardo Molmenti, Adolfo Venturi, Bernard Berenson.
Entre 1895 et 1905 sa recherche s'oriente sur la scène de genre populaire. Muni d'équipements portables, il se rend principalement dans les quartiers de Venise de la Chioggia et de la Pellestrina. 
Parallèlement, il réalise des travaux photographique sur commande, parmi ses clients: les usines, les hôtels, les bains, les institutions, les écoles, les paroisses.
Vers 1917 il est appelé à photographier les émigrants vénitiens à Gênes, dans les hôpitaux militaires et sur les lieux de travail.
Peu à peu, l'activité de l'atelier se redimensionne pour laisser la place à la vente de photographies et de cartes postales. Dans une photographie datant des années 1930, l'atelier apparaît comme un magasin où se vendent un assortiment de marchandises, de tissus et des dentelles.

## Le fonds Tomaso Filippi
En 1981, en guise de reconnaissance et afin que soit garanti la tutelle du patrimoine, la dernière fille de Tomaso confie l'intégralité des archives de son père à l'IRE (Istituto di Ricovero e di Educazione di Venezia) où l'artiste a fini sa vie.
Depuis, le fonds a été étudié et publié au travers d'expositions, de catalogues et a donné lieu à un important travail de classement dont une partie est disponible sur internet.
Le fonds est divisé par thèmes:
- les vues,
- les lieux et monuments de Venise et des îles,
- la vie quotidienne de l'époque,
- le photo-journalisme,
- la guerre,
- les personnages,
- les activités,
- les personnages,
- les activités industrielles et commerciales,
- la reproduction des œuvres d'art.